# Parafia św. Małgorzaty w Juncewie
Parafia Świętej Małgorzaty w Juncewie – jedna z 9 parafii leżąca w granicach dekanatu damasławskiego. Erygowana w 1885 roku.

## Dokumenty
Księgi metrykalne: 
- ochrzczonych od 1945 roku
- małżeństw od 1945 roku
- zmarłych od 1945 roku